# Мілан-Інтер (хокейний клуб)
«Мілан-Інтер» (італ. Hockey Club Milan Inter) — хокейний клуб з міста Мілан, Італія. Заснований у 1956 році.

## Історія
Клуб був створений в 1956 році, після Олімпіади в Кортіна-д'Ампеццо, в результаті злиття двох великих команд у Мілані — ХК «Мілан» та «Дияволи Россонері Мілан»: ім'я нової команди було вибрано у зв'язку з тим, що команди які утворились наслідували назви двох міланських футбольних клубів, відповідно «Інтернаціонале» та ФК «Мілан».
Протягом двох сезонів, в яких він існував, команда завоювала титул чемпіона в 1958 році, здобувши 10 перемог у 10 іграх.
У 1958 році на основі клубу був створений ХК «Дияволи‎» (Мілан).